# Green Light
„Green Light” este un cântec al interpretei americane Beyoncé. El a fost compus de solistă în colaborare cu The Neptunes. Piesa face parte de pe cel de-al doilea album de studio al artistei, intitulat B’Day și lansat în septembrie 2006. Compoziția a fost lansată ca ultimul single al materialului în Europa, în timp ce în America de Nord a fost promovat „Get Me Bodied”, discuri single conținând înregistrarea începând a fi distribuite în Regatul Unit începând cu data de 27 iulie 2007.
Piesa a beneficiat și de un videoclip, filmat inițial pentru materialul B'Day Anthology Video Album și regizat de Melina Matsoukas. Critica de specialitate a reacționat diferit cu privire la înregistrare, care deși este construită preponderent din elemente specifice muzicii R&B, se inspiră din alte genuri, printre care funk sau go-go. Astfel, în timp ce Allmusic a descris compoziția drept „o reprezentare a unei interpretări ambițioase”, publicația Stylus Magazine a inclus cântecul pe lista celor mai neinteresante înregistrări de pe album. De asemenea, unele porțiuni ale cântecului au fost asemănate cu elementele utilizate în șlagărul lui Knowles din 2003, „Crazy in Love”, dar și în piesa „1 Thing” a lui Amerie.
Cântecul a obținut clasări notabile într-o serie de ierarhii unde a activat. În acest context, „Green Light” a atins locul al doisprezecelea în Regatul Unit și un remix realizat de grupul britanic Freemasons a atins poziția cu numărul optsprezece în Olanda (în ierarhia Dutch Top 40). De asemenea, compoziția a activat și în Romanian Top 100 timp de trei săptămâni, reușind să ocupe doar treapta a șaizeci și nouă.

## Informații generale și compunere
După încheierea filmărilor pentru pelicula Dreamgirls, unde Knowles deține un rol principal, artista a hotărât să își întrerupă activitatea pentru a lua o vacanță. În acest răstimp, cântăreața a început să lucreze la cel de-al doilea album de studio, B’Day. Interpreta a declarat faptul că: „eram inspirată de personajul din film, adunasem prea multe lucruri, prea multe sentimente, prea multe idei”. Astfel, Beyoncé l-a contactat pe compozitorul american Sean Garrett, cu care aceasta a colaborat și la realizarea șlagărului „Check on It”. Împreună cu Pharrell Williams, cu care Knowles a lucrat și în trecut, Garrett a început compunerea cântecelor în cadrul studiourilor Sony Music, din New York City. „Green Light” a fost produsă de Knowles și The Neptunes, asemeni cântecului „Kitty Kat” și a fost înregistrat cu ajutorul lui Jim Caruana, compilată fiind de Jason Goldstein, în același studio.
„Green Light” a fost inclus atât pe prima ediție a albumului B’Day, cât și pe versiunea specială lansată în aprilie 2007.

## Structura muzicală și versurile

În imaginea de mai sus este prezentată partitura de început a cântecului. În imagine se observă acordurile dintre notele Fa minor și Sol ♭.

„Green Light” este un cântec cu influențe funk și go-go, compus în tonalitatea Fa major și scrisă în măsura de trei pătrimi. Acordurile refrenului sunt formate din notele Fa minor și Sol ♭ cu o schimbare adițională pe Si ♭. Ritmul melodiei conține doar câteva sincope și în cântec nu sunt secțiuni instrumentale prea lungi. De asemenea, vocea interpretei este dinamică, ritmul conținând și armonii vocale. „Green Light” include cuvintele „uh-huh huh huh”, asemănate de publicația britanică The Guardian cu cele folosite în piesa „Crazy in Love”. Conform The London Paper, cuvintele „uh-oh-oh-oh-oh” sunt o imitație a celor interpretate de cântăreața Amerie, în cântecul ei „1 Thing”.
Prezentă la postul de televiziune MTV pentru a dezvălui publicului videoclipurile pentru „Green Light”, „Freakum Dress”, „Get Me Bodied” și „Suga Mama”, Knowles a declarat despre versurile cântecului, următoarele: „«Green Light» este un cântec despre o femeie și un bărbat, iar bărbatul se plânge de faptul că nu este fericit iar ea îi spune «dacă nu ești fericit ai [lumina] verde, poți pleca»”.

## Lansare și percepția criticilor
Inițial, „Green Light” și „Get Me Bodied” se doreau a fi lansate ca predecesoare ale discului single „Déjà Vu”, primul în Europa iar cel de-al doilea în America de Nord. Cu toate acestea, Knowles a lansat cântecul „Ring The Alarm” ca cel de-al doilea disc single al materialului. Piesa a fost lansată în Regatul Unit pe data de 30 iulie 2007, ca predecesor al lui „Beautiful Liar”. Împreună cu discul single a fost lansat un extended play ce conținea versiuni alternative ale cântecului, fiind intitulat „Green Light: Freemasons EP”, lansat fiind în format digital pe data de 27 iulie 2007.

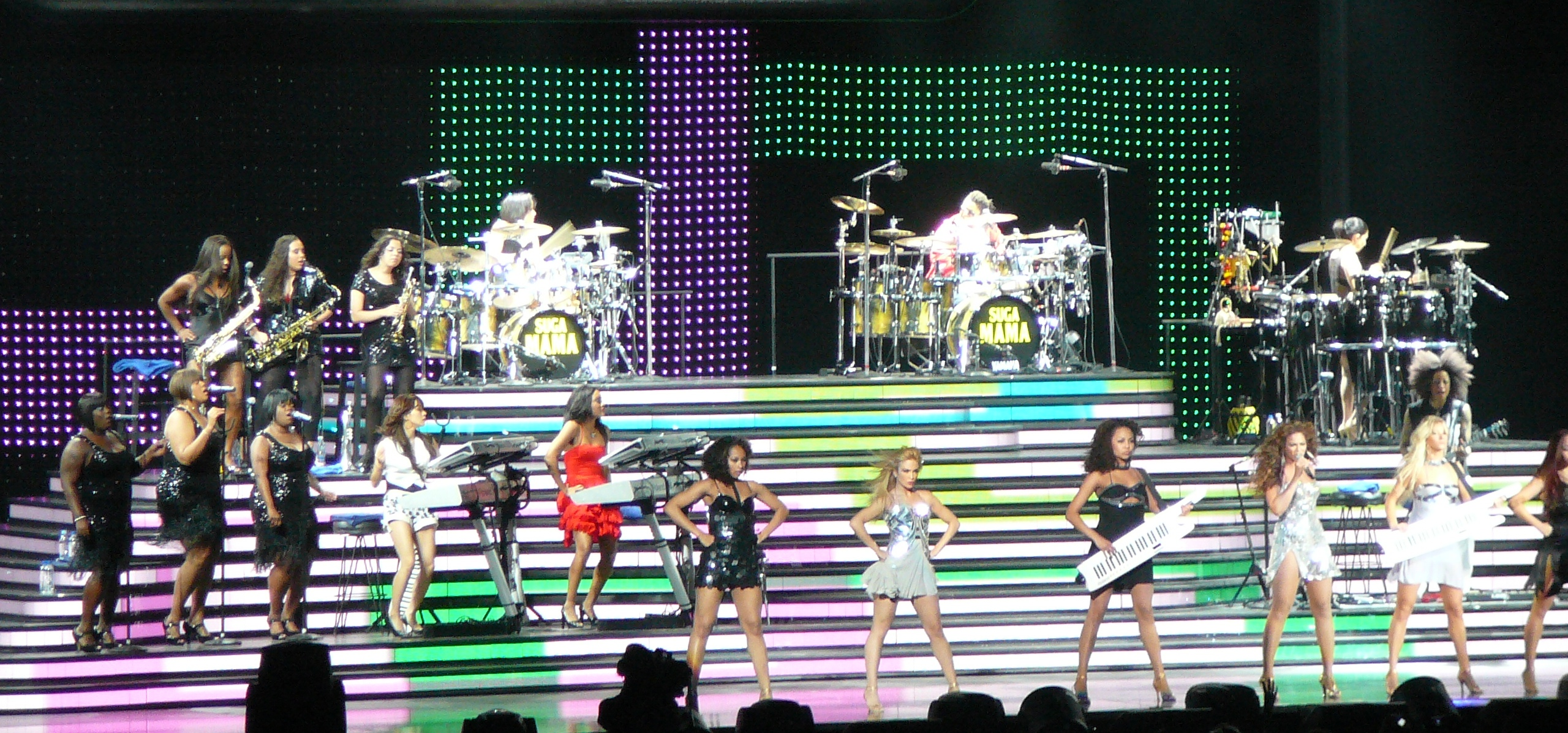
Beyoncé interpretând cântecul „Green Light” în cadrulul turneului de promovare The Beyoncé Experience.

„Green Light” a primit atât aprecieri, cât și recenzii nefavorabile din partea criticilor muzicali de specialitate. Eb Haynes (All Hip-Hop.com.) a făcut referire la cântec ca la „o producție clasică Pharrell-Neptunes”. Andy Kellman (Allmusic) a descris piesa drept „o reprezentare a unei interpretări ambițioase, având un stil dansant care variază în tempo-uri și sunete”. Hip Online consideră „Green Light” unul dintre cele mai bune cântece de pe album alături de „Get Me Bodied”, afirmând faptul că „deși nu este un cântec complicat, conține un refren irezistibil”. Publicația Stylus Magazine include „Green Light” în categoria compozițiilor mai puțin reușite de pe album, afirmând faptul că „este una dintre piesele puse pe ritmuri aleatorii care duc spre drumuri necunoscute”. De asemenea, Sputnik Music numește cântecul unul „atroce” care include „un mixaj vocal haotic”.

## Ordinea pieselor pe disc
| Nr.                 | Titlul            | Durată |
| ------------------- | ----------------- | ------ |
| Descărcare digitală |                   |        |
| 01.                 | „Green Light” [A] | 3:29   |
| Disc promoțional    |                   |        |
| 01.                 | „Green Light” [A] | 3:30   |
| 02.                 | „Green Light” [B] | 3:22   |
| 03.                 | „Green Light” [C] | 8:25   |

| Nr.                                       | Titlul               | Durată |
| ----------------------------------------- | -------------------- | ------ |
| EP de remixuri distribuit în Regatul Unit |                      |        |
| 01.                                       | „Green Light” [D]    | 3:19   |
| 02.                                       | „Beautiful Liar” [D] | 7:31   |
| 03.                                       | „Déjà Vu” [D]        | 3:15   |
| 04.                                       | „Ring the Alarm” [D] | 3:26   |

Specificații
| - A ^ Versiunea de pe albumul de proveniență, B’Day. - B ^ Remix „Freemasons Radio Vox”. | - C ^ Remix „Freemasons Club Vox”. - D ^ Remix „Freemasons”. |

## Videoclip
Videoclipul cântecului „Green Light” a fost regizat de Melina Matsoukas alături de Beyoncé. Filmat în la începutul anului 2007, a fost unul dintre cele opt scurtmetraje realizate pentru albumul video B'Day Anthology Video Album. Un segment video de un minut, filmat pentru o porțiune din cântecul „Kitty Kat” este folosit ca introducere, solista fiind prezentată într-o ținută cu imprimeuri de leopard, având și un machiaj asemănător.

Principala sursă de inspirație o constituie videoclipul înregistrării „Addicted to Love”, lansată în 1985 de interpretul Robert Palmer, prin secvențele asemănătoare încercându-se „o abordare proaspătă a anilor '80.” 

Beyoncé alături de dansatoarele sale în videoclipul cântecului „Green Light”, purtând costume din latex şi pantofi de balet. Conform solistei, acesta a fost cel mai greu de realizat scurtmetraj dintre cele opt.

Videoclipul debutează cu aceste elemente odată cu afișarea lui Knowles alături de două dansatoare de acompaniament, purtând costume din latex. De asemenea, în material sunt vizibile influențele videoclipului Madonnei pentru „Human Nature”, și acesta constituind o sursă de inspirație. În această scenă, artista împreună cu dansatoarele sunt surprinse în costume negre de latex, purtând pantofi de balet, rolul ținutelor de culoare închisă fiind acela de a pune accentul pe contrastul dintre fundalul alb și obiectele vestimentare. Următoarea scenă duce la un moment dansant, foarte dificil de realizat, după cum afirmă interpreta.
Cântăreața consideră „Green Light” cel mai greu de filmat videoclip datorită pantofilor, care i-au provocat, după cum susține, spasme musculare pe timpul celor optsprezece ore dedicate filmărilor. Knowles a invitat la filmări grupul muzical Suga Mama, care și-a făcut apariția și în materialul promoțional pentru „Irreplaceable”, la sfârșitul anului 2007.

## Prezența în clasamente
„Green Light” a fost lansat în Europa în iulie 2007. În Regatul Unit cântecul a debutat pe locul șaptesprezece (în clasamentul oficial UK Singles Chart — Top 75), datorită numărului semnificativ de descărcări digitale. O săptămână mai târziu, cântecul a urcat cinci trepte, oprindu-se pe poziția cu numărul doisprezece, nereușind o clasare superioară. În Irlanda discul a intrat în clasamentul național pe treapta cu numărul patruzeci și șase, însă a părăsit lista în următoarea săptămână. „Green Light” a activat și în România, unde a fost lansat ca predecesor al lui „Upgrade U”, obținând clasări mediocre. Piesa a activat în Romanian Top 100 doar trei săptămâni și a obținut modestul loc șaizeci și nouă.
Un remix al cântecului, realizat de grupul britanic Freemasons, a activat în clasamentele din Olanda. Astfel, versiunea alternativă a lui „Green Light” a debutat pe locul treizeci în Dutch Top 40 și a obținut poziția cu numărul optsprezece în cea de-a patra săptămână. Piesa a staționat în top 20 timp de trei săptămâni consecutive.

## Clasamente
| „Green Light”                   | „Green Light”  | „Green Light” |
| Țară (clasament)                | Poziția maximă | Referință     |
| ------------------------------- | -------------- | ------------- |
| Belgia — Flandra (Ultratop)     | 60             | [ 33 ]        |
| Chile (Chile Top 100)           | 86             | [ 34 ]        |
| Croația (e!Hot)                 | 11             | [ 35 ]        |
| Europa (APC Charts)             | 35             | [ 36 ]        |
| Europa (Billboard)              | 59             | [ 37 ]        |
| Irlanda (IRMA)                  | 46             | [ 13 ]        |
| Polonia (APC Charts)            | 51             | [ 38 ]        |
| România (RT100)                 | 69             | [ 16 ]        |
| Rusia (Top Hit.ru)              | 14             | [ 39 ] [ 40 ] |
| Regatul Unit (UK R&B Chart)     | 5              | [ 41 ]        |
| Regatul Unit (UK Singles Chart) | 12             | [ 14 ]        |

| „Green Light” (remix de Freemasons) | „Green Light” (remix de Freemasons) | „Green Light” (remix de Freemasons) |
| Țară (clasament)                    | Poziția maximă                      | Referință                           |
| ----------------------------------- | ----------------------------------- | ----------------------------------- |
| Olanda (Dutch Top 40)               | 18                                  | [ 15 ]                              |
| Olanda (Dutch Mega Top 100)         | 20                                  | [ 33 ]                              |

| Clasamentul anului 2007 | Clasamentul anului 2007 | Clasamentul anului 2007 |
| Țară (clasamentul)      | Poziția                 | Referință               |
| ----------------------- | ----------------------- | ----------------------- |
| Croația (e!Hot)         | 130                     | [ 35 ]                  |

## Versiuni existente
| - „Green Light” (versiunea de pe albumul de proveniență, B’Day) - „Green Light” (remix „Freemasons Radio Vox”) | - „Green Light” (remix „Freemasons Club Vox”) - „Green Light” (remix „Freemasons”) |

## Personal
Datele sunt preluate de pe coperta albumului B'Day.
| - Andrew Coleman – sunetist - Jim Caruana – înregistrare - Sean Garrett – versuri - Jason Goldstein – mixaj - Rob Kinelski – sunetist | - Beyoncé Knowles – versuri, voce - The Neptunes – producere - Steve Tolle – asistent de mixaj - Pharrell Williams – versuri |

## Datele lansărilor
| Țara         | Data lansării | Casă de discuri  | Format              | Referințe |
| ------------ | ------------- | ---------------- | ------------------- | --------- |
| Regatul Unit | 27 iulie 2007 | Columbia Records | EP — remixuri       | [ 1 ]     |
| Irlanda      | 27 iulie 2007 | Columbia Records | EP — remixuri       | [ 43 ]    |
| Irlanda      | 30 iulie 2007 | Columbia Records | disc single         | [ 43 ]    |
| Regatul Unit | 30 iulie 2007 | Columbia Records | disc single         | [ 22 ]    |
| Franța       | 30 iulie 2007 | Columbia Records | descărcare digitală | [ 44 ]    |
| Germania     | 30 iulie 2007 | Columbia Records | descărcare digitală | [ 45 ]    |